# 庭田重具
庭田 重具（にわた しげとも）は、室町時代末期から安土桃山時代にかけての公卿。権大納言・庭田重保の長男。官位は正二位・権大納言。庭田家11代。初名は重頼、のちに重通。法名は良貞。戒名は栄蓮院松巖良貞。

## 生涯
庭田重保の長男として誕生。誕生時の名は重頼（しげより）。後奈良朝の天文18年（1549年）叙爵。翌天文19年（1550年）重通（しげみち）に改名。侍従、蔵人頭、右近衛中将を経て、元亀3年（1572年）参議に叙せられ、公卿に列する。その後天正2年（1574年）従三位、天正4年（1576年）権中納言、天正5年（1577年）正三位、天正8年（1580年）従二位、天正13年（1585年）正二位と昇進を続ける。
文禄5年（1596年）重具（しげとも）に改名する。翌慶長2年（1597年）権大納言に任ぜられるも、翌慶長3年（1598年）死去。享年52。法名は良貞。

## 官歴
『公卿補任』による
- 天文18年（1549年） 6月23日：叙爵（従五位下）
- 天文20年（1551年） 3月27日：侍従
- 天文23年（1554年） 3月19日：従五位上
- 弘治2年（1556年） 正月13日：元服昇殿
- 弘治3年（1557年） 正月5日：正五位下
- 永禄4年（1561年） 正月5日：従四位下
- 永禄6年（1563年） 7月6日：従四位上。7月23日：蔵人頭、右近衛中将。12月29日：正四位下
- 永禄12年（1569年） 6月1日：正四位上
- 元亀3年（1572年） 12月28日：参議、右中将如元
- 天正2年（1574年） 正月5日：従三位
- 天正4年（1576年） 12月28日：権中納言
- 天正5年（1577年） 11月16日：正三位
- 天正7年（1579年） 11月2日：辞権中納言
- 天正8年（1580年） 12月21日：従二位
- 天正9年（1581年） 3月10日：還権中納言
- 天正13年（1585年） 正月6日：正二位
- 慶長2年（1597年） 2月2日：権大納言
- 慶長3年（1598年） 正月17日：薨去（享年52、法名良貞）

## 系譜
- 父：庭田重保[1]
- 母：広橋兼秀の娘[1]
- 妻：常楽寺純恵の娘
- 生母不明の子女
  - 男子：庭田重定[1]（1577-1620）
  - 女子：庭田具子
  - 男子：澄真
  - 男子：空順
  - 男子：永助